# 弗萊徹鎮區 (阿肯色州洛諾克縣)
弗萊徹鎮區（英語：Fletcher Township）是位於美國阿肯色州洛諾克縣的一個行政鎮區。

## 地方資料
弗萊徹鎮區的面積為53.57平方千米，當中陸地面積為49.09平方千米，而水域面積為4.48平方千米。根據2010年美國人口普查的數據，當地共有人口200人，而人口密度為每平方千米3.73人。